# Hyospathe
Hyospathe ist eine in Südamerika heimische Palmengattung. Es sind meist kleine Palmen mit ungeteilten oder breit gefiederten Blättern.

## Merkmale
Die Vertreter sind kleine, selten mittelgroße, ein- oder mehrstämmige Palmen. Sie sind unbewehrt, und einhäusig getrenntgeschlechtig (monözisch). Der Stamm ist schlank und auffallend mit weit voneinander entfernt stehenden Blattnarben versehen. 

### Blätter
Die Blätter sind regelmäßig gefiedert, ungeteilt oder zweiteilig. Die Blattscheide bildet meist einen kurzen oder längeren Kronenschaft. Bis zum Blattfall reißt sie nicht auf der dem Blattstiel gegenüberliegenden Seite auf. Der Scheidenrand ist unregelmäßig, knorpelig. Der Blattstiel ist mittellang, schlank und mit Haaren oder Schuppen besetzt. Die Fiederblättchen sind lanzeolat bis sichelförmig, einfach, doppelt oder mehrfach gefaltet. Sie tragen abfallende Schuppen an den unterseitigen Rippen, manchmal auch an den Rippenoberseiten. Die Mittelrippe ist deutlich erkennbar.

### Blütenstände
Es gibt einen einzelnen Blütenstand. Er ist einfach verzweigt, die Zweige sind steif oder hängend. Der schlanke Blütenstandsstiel kann kurz oder lang sein. Das Vorblatt ist seitlich zweikielig und verschmälert sich zu einem stumpfen Ende. Es reißt dorsiventral und apikal auf und wird so zweiteilig. Es setzt über der Basis des Blütenstandsstiels an. Die ein oder zwei Hochblätter am Blütenstandsstiel sind im Querschnitt kreisrund, wesentlich länger als oder gleich lang wie das Vorblatt. Sie sind geschnäbelt, reißen abaxial auf und setzen etwas über dem Vorblatt an. Die Blütenstandsachse ist wesentlich kürzer bis (selten) länger als der Blütenstandsstiel. Die Hochblätter der Blütenstandsachse sind sehr kurz, in ihren Achseln entspringen die Seitenzweige. Diese sind schlank, mittellang bis kurz und dann steif, oder lang und hängend. An ihnen stehen die Blüten in Triaden. 

### Blüten
Die männlichen Blüten stehen seitlich von den weiblichen, sind schmal und länglich. Die drei Kelchblätter bilden eine Röhre, sind mindestens auf zwei Dritteln ihrer Länge mit dem Blütenboden verwachsen und bilden so eine stielartige Basis. Die freien Spitzen sind kurz und breit dreieckig. Die drei Kronblätter sind nicht verwachsen, schmal oval, asymmetrisch, an der Basis gekrümmt und am Ende zugespitzt. Von den sechs Staubblättern haben die drei antesepalen (vor den Kelchblättern stehenden) kurze Staubfäden und sind kurz mit dem Stempelrudiment verwachsen. Die drei antepetalen (vor den Kronblättern stehenden) Staubblätter haben wesentlich längere Staubfäden, die mit dem Stempelrudiment bis zu dessen Spitze verwachsen sind. Die Staubfäden sind ahlenförmig, die Antheren sind mäßig lang, dorsifix nahe der Basis und öffnen sich latrors. Die Pollenkörner sind ellipsoidisch, mit einer leichten bis deutlichen Asymmetrie. Die Keimöffnung ist ein distaler Sulcus. Die längste Achse des Pollenkorns ist 34 bis 39 Mikrometer lang. Das Stempelrudiment ist schmal eiförmig mit zwei Narbenlappen.
Die weiblichen Blüten sind eiförmig und kürzer als die männlichen. Die drei Kelchblätter sind auf zwei Dritteln ihrer Länge zu einem Becher verwachsen, die Enden sind breit und spitz. Die drei Kronblätter sind frei, oval und überlappen sich leicht. Die sechs Staminodien sind klein. Das Gynoeceum ist eiförmig, einfächrig und hat eine Samenanlage. Der Stempel verschmälert sich in einen kurzen, röhrigen Griffel und in drei Narben, die zur Blüte zurückgebogen sind. Die Samenanlage ist basal und setzt seitlich an, ihre Orientierung ist unbekannt.

### Früchte
Die Frucht ist eiförmig bis zylindrisch, zugespitzt und asymmetrisch. Zur Reife ist sie schwarz. Die Narbenreste stehen basal. Das Exokarp ist glatt, das Mesokarp faserig, das Endokarp dünn und krustenförmig. Der Same ist schmal eiförmig, zugespitzt und das Hilum sitzt basal. Das Endosperm ist homogen, der Embryo ist recht groß und sitzt basal.

## Verbreitung und Standorte
Die Vertreter kommen von Costa Rica bis Peru im ganzen Amazonasbecken vor. Sie wachsen im Regenwald, in Sümpfen oder auf trockenem Untergrund vorwiegend in geringer Seehöhe, steigen an den Andenhängen aber bis 1000 oder 2000 m hoch. 

## Taxonomie und Systematik
Die Gattung Hyospathe wurde 1823 von Martius in Historia Naturalis Palmarum Band 2, Seite 1 erstbeschrieben.
Die Gattung Hyospathe Mart. wird innerhalb der Familie Arecaceae in die Unterfamilie Arecoideae, Tribus Euterpeae gestellt. Innerhalb der Tribus ist sie die Schwestergruppe aller übrigen Gattungen. Die Gattung selbst ist monophyletisch.
Govaerts und Dransfield akzeptieren bis 2018 sechs Arten:
- Hyospathe elegans Mart.: Sie kommt im tropischen Amerika von Costa Rica bis Brasilien vor.[1]
- Hyospathe frontinensis A.J.Hend.: Die 2004 erstbeschriebene Art kommt in Kolumbien vor.[1]
- Hyospathe macrorhachis Burret: Sie kommt im östlichen Ecuador vor.[1]
- Hyospathe peruviana A.J.Hend.: Die 2004 erstbeschriebene Art kommt in Peru vor.[1]
- Hyospathe pittieri Burret: Sie kommt vom östlichen Panama bis Venezuela vor.[1]
- Hyospathe wendlandiana Dammer ex Burret: Sie kommt in Kolumbien vor.[1]

## Belege
- John Dransfield, Natalie W. Uhl, Conny B. Asmussen, William J. Baker, Madeline M. Harley, Carl E. Lewis: Genera Palmarum. The Evolution and Classification of Palms. Zweite Auflage, Royal Botanic Gardens, Kew 2008, ISBN 978-1-84246-182-2, S. 458–460.